# Up To You (album)
Up To You is een muziekalbum van Kees Meerman en Erwin van Ligten uitgebracht in 2001.
Het album bevat vier eigen composities en acht covers, o.a. van Neil Young, Steve Earle, Elvis Costello en Curtis Mayfield. De muziekstijl op het album is Americana met rocksongs en ballads.

## Bandleden
- Kees Meerman - zang
- Erwin van Ligten - zang, akoestische en elektrische gitaren, Spaanse gitaar, slide gitaar en gitaar synthesizer
- Lex Bolderdijk - akoestische en elektrische gitaar
- Charley Angenois - basgitaar
- Gert Wantenaar - accordeon
- Sandra Sahupula - percussie
- Wilma Thalen - viool
- Mildred Douglas - achtergrond zang
- Julya Lo'ko - achtergrond zang
- Maria Lekranty - achtergrond zang

## Tracklist
| 1.                 | Memories                | Collie, Van Hoy             | 3:22 |
| 2.                 | Ice Cold Men            | Meerman, van Ligten         | 3:42 |
| 3.                 | Barabarian Times        | Meerman, van Ligten, Mann   | 5:14 |
| 4.                 | Close Your Eyes         | Earle                       | 4:14 |
| 5.                 | Come To Me Baby         | De Vin, Meerman, van Ligten | 3:08 |
| 6.                 | Not Dead Yet            | Covert                      | 3:49 |
| 7.                 | A Man Needs A Maid      | Young                       | 4:12 |
| 8.                 | Good Year For The Roses | Costello                    | 5:55 |
| 9.                 | Turn Me Loose           | van Ligten, Borgers         | 5:07 |
| 10.                | Goodbye                 | Earle                       | 5:15 |
| 11.                | People Get Ready        | Mayfield                    | 6:36 |
| 12.                | Fort Worth Blues        | Earle                       | 4:29 |
| 13.                | Ice Cold Man (reprise)  |                             | 0:38 |
| Totale duur: 55:41 |                         |                             |      |